# Grahame Hodgson
Grahame Hodgson (ur. 1 grudnia 1936 w Ogmore Vale, zm. 23 stycznia 2016 w Bridgend) – walijski rugbysta grający na pozycji obrońcy, reprezentant kraju, następnie trener.
Karierę sportową rozpoczął w 1956 roku w Bridgend RFC, w którym grał także podczas nauki w St Luke's College. Dwa lata później dołączył do Neath RFC, dla którego – także jako kapitan – rozegrał ponad czterysta spotkań zdobywając ponad tysiąc pięćset punktów, wygrywając w tym okresie nieoficjalne mistrzostwa walijskie i anglo-walijskie. Grywał także w zespołach Teignmouth, Torquay, Exeter, Welsh Academicals, Glamorgan County RFC i hrabstwa Devon, wspólnej drużynie Aberavon i Neath w meczach przeciwko reprezentacjom z południowej półkuli oraz dla Barbarians.
W walijskiej reprezentacji zadebiutował w meczu z Irlandczykami w ramach Pucharu Pięciu Narodów 1962 przełożonym na listopad tego roku w związku z wybuchem epidemii ospy prawdziwej w południowej Walii. Łącznie do roku 1967 wystąpił w piętnastu testmeczach zdobywając w nich z karnych dwanaście punktów. Uczestniczył w pierwszym tournée Walijczyków do Południowej Afryki, a jego największym sukcesem był triumf w Pucharze Pięciu Narodów 1966.
Dwukrotnie był trenerem Neath, w tym jako grający trener w ostatnim sezonie aktywnej kariery zawodniczej.
Uczęszczał do Ogmore Grammar School, a następnie studiował w St Luke's College wchodzącym w skład University of Exeter. Pracował jako nauczyciel w szkołach w Bridgend.
Został przyjęty do hali sław Neath RFC.